# Celama fumosensis
Celama fumosensis är en fjärilsart som beskrevs av Daniel 1957. Celama fumosensis ingår i släktet Celama och familjen trågspinnare. Inga underarter finns listade i Catalogue of Life.